# Studenterradioer i Polen
Studenterradioerne i Polen kan deles i to grupper. En stor del er samlet i gruppen "polske akademiske radiostationer" (polsk: Polskie Rozgłośnie Akademickie, PRA), et samvirke mellem chefredaktører for højskoleradioer med koncession. Dette netværk oprettedes i 2003 i Rzeszów med otte polske studenterradioer. Formålet med dette samarbejde er at indpasse radioerne i Polen i en fælles strategi med hensyn til arbejdsområde hvad angår program, promotion og kommercielle interesser. Formand for PRA er Andrzej Blahaczek, chefredaktør af Radio Centrum i Rzeszów.
I deres senderadius bor mindst 5,4 mio. potentielle tilhørere, deraf er over 900.000 studenter. Ligeledes kan man livestreame alle sendere verdensomspændende på internettet. Nogle kan man også modtage i lokalkabelnettet.
Radiostationerne handler inden for rammen af netværket og har delvis meget forskellige musikformater. Alle spiller ganske vist alternativ musik ved siden af mainstream, for det meste rock. En stor del af stationerne spiller ingen eller ganske få hits, som man ellers kan høre på andre polske stationer. Journalistikken dækker overvejende blot nyhederne og studenterlivet. Kun en del af radioerne har også bymæssig karakter.

## Højskoleradioer inden for netværket PRA
Til netværket hører for tiden ni radiostationer:
- Radio Afera ved polyteknisk læreanstalt Poznań (polsk: Politechnika Poznańska), siden 1990 on air, på VHF 98,6 MHz
- Akademickie Radio Kampus ved Warszawa Universitet (polsk: Uniwersytet Warszawski), siden 2005 on air, på VHF 97,1 MHz
- Akademickie Radio LUZ ved polyteknisk læreanstalt Wrocław (polsk: Politechnika Wrocławska), koncession med dette navn fra 2006, på VHF 91,6 MHz
- Radio Akadera ved polyteknisk læreanstalt Białystok (polsk: Politechnika Białostocka), startede at sende i 1984, var "piratradio" fra 1992 til 1994, fra 1994 igen tilladt, på VHF 87,7 MHz
- Radio Centrum ved Lubliner universitet UMCS (polsk: Uniwersytet Marii Curie-Skłodowskiej), siden 1995 i æteren, på VHF 98,2 MHz
- Radio Centrum ved polyteknisk læreanstalt Rzeszów (polsk: Politechnika Rzeszowska), startede allerede i 1970, siden 1994 på VHF 89,0 MHz
- Radio Index ved Universitet Zielona Góra i Schlesien (polsk: Uniwersytet Zielonogórski), tilladt siden 1996, på VHF 96,0 MHz
- Radio UWM FM ved Universitet af Ermlandsk-Masuriske voivodskabet i Olsztyn (polsk: Uniwersytet Warmińsko-Mazurski), koncession fra året 2000, på VHF 95,9 MHz
- Studenckie Radio Żak Politechniki Łódzkiej, Studentisk Radio Żak (oldpolsk for student) ved polyteknisk læreanstalt af Łódź (polsk: Politechnika Łódzka), allerede siden 1959 on air, på VHF 88,8 MHz

## Højskoleradioer uden for netværket PRA
Uden for ovennævnt netværk eksisterer yderligere akademiske radiostationer i Polen:
- Radio Aktywne, studentisk internetradio ved polyteknisk læreanstalt Warszawa (polsk: Politechnika Warszawska), sender siden 2004, kan kun modtages på internettet via livestream
- Radio Egida ved Schlesisk Universitet i Katowice (polsk: Uniwersytet Śląski), siden 1969, via livestream
- Emiter – Studenckie studio radiowe, studentisk radiostudio Emiter ved polyteknisk læreanstalt Opole (polsk: Politechnika Opolska), siden 1969, via livestream
- Radio Jantar – Studenckie Radio Internetowe, studentisk internetradio ved polyteknisk læreanstalt Koszalin (polsk: Politechnika Koszalińska), siden 1972, via livestream
- Studenckie Centrum Radiowe NOWINKI (dansk: studentisk radiocentrum af nyhederne) af polyteknisk læreanstalt Kraków (polsk: Politechnika Krakowska im. Tadeusza Kościuszki), allerede siden 1958 on air, via livestream
- Radiofonia – Akademickie Radio Społeczne (på dansk: radiofonien – akademisk fællesskabssradio) i Kraków, siden 1994, på VHF 100,5 MHz og at modtage via livestream
- Radiosupeł ved medicinsk Universitet Białystok (polsk: Uniwersytet Medyczny w Białymstoku), siden 1951, den ældste studenterradio i Polen, på VHF 95,0 MHz
- Radio Sfera, finansieret af Toruńer Universitet UMK (polsk: Uniwersytet Mikołaja Kopernika), siden 1996, via livestream